# Hato-Cade
Hato-Cade (Hatucade, Hatukade, Hatokade) ist eine osttimoresische Aldeia im Suco Maulau (Verwaltungsamt Maubisse, Gemeinde Ainaro). 2015 lebten in der Aldeia 421 Menschen.

## Geographie
Hato-Cade liegt im Osten des Sucos Maulau. Südlich befindet sich die Aldeia Laca-Mali-Cau, westlich die Aldeia Ussululi und westlich die Aldeia Lumo-Luli. Im Osten und Südosten grenzt Hato-Cade an das Verwaltungsamt Turiscai (Gemeinde Manufahi) mit seinen Sucos Caimauc und Manumera. Das Dorf Hato-Cade hat sein Zentrum im Westen der Aldeia.